# Suvasvesi
Le Suvasvesi est un lac de Finlande.

## Géographie
Le lac est situé en Savonie du Nord. Il s'étend sur les communes de Kuopio et Leppävirta.
Le Suvasvesi est formé de deux lacs plus ou moins circulaires, le Kuukkarinselkä au nord et le Haapaselkä au sud, séparés par un groupe d'îles. Avec un total de 324 km2, le lac est le 18e plus grand lac de Finlande. Le Kuukkarinselkä, avec une profondeur maximale de 89,0 m, est le troisième plus profond lac de Finlande.
Les deux parties du Suvasvesi sont des cratères d'impact submergés. Le cratère nord, au centre du Kuukkarinselkä, mesure 3,5 km de diamètre et date d'entre 780 et 240 millions d'années. La partie sud est probablement d'origine météorique ; de taille similaire, elle est âgée d'environ 700 millions d'années.
Le Suvasvesi fait partie du grand lac Iso-Kalla composé de lacs ayant le même niveau d'eau.